# (11797) Warell
(11797) Warell (1980 FV2) – planetoida z grupy pasa głównego asteroid okrążająca Słońce w ciągu 4,39 lat w średniej odległości 2,68 j.a. Odkryta 16 marca 1980 roku.